# Perrigny (Giura)
Perrigny è un comune francese di 1 587 abitanti situato nel dipartimento del Giura nella regione della Borgogna-Franca Contea.

## Società

### Evoluzione demografica
Abitanti censiti